# 피렌체 캄포 디 마르테역
피렌체 캄포 디 마르테 역(이탈리아어: Firenze Campo di Marte) 또는 간략하게 피렌체 캄포 마르테 역(이탈리아어: Firenze Campo Marte) IATA: FIR은 피렌체 현에서 세번째, 토스카나주에서 여덟 번째, 피렌체현 남부에서 첫번째로 가장 큰 철도역이다. 이 역은 주로 피렌체 근처의 지방에서 오는 통근자들이 피렌체로 가기 위해 이용한다.

## 개요
남쪽과 피렌체 산타 마리아 노벨라 역으로 가는 모든 지역 열차들은 이 역에서 정차한다. 피렌체 산타 마리아 노벨라 역을 지나가지 않는 열차들도 이 역을 통해 지나가서, 둘 중 하나를 선택할 수 있다. 또 일부 인터시티, 고속열차, 국제열차도 캄포 디 마르테 역을 취급한다. 이 역은 피렌체 지역의 교통 대부분을 통제한다. 다만 일부 열차들은 리프레디 역이나 산타 마리아 노벨라 역을 통해서만 지나가기도 한다.
이 역에는 모두 역 지붕으로 덮여져 있는 9개의 승강장이 있다. 2번, 3번, 4번, 5번 승강장에는 자판기가 있다. RFI가 역을 개선시키는 중인데, 지하 고속철도 종착역인 피렌체 벨피오레 역을 만들게 되는 공사가 진행될 임시 고속철도 종착역이 될 예정이기 때문이다.
이 역은 ACF 피오렌티나의 본거지인 스타디오 아르테미오 프란키와 가까이 있다. 매일 4,800명의 승객 수송을 담당하고 있다.

## 철도 노선
피렌체 캄포 디 마르테 역을 경유하는 노선은 다음과 같다. (미완성)
- 야간 열차 (Thello) 파리 - 볼로냐 - 피렌체 - 로마

| 트레니탈리아              | 트레니탈리아 | 트레니탈리아         |
| ------------------------- | ------------ | -------------------- |
| 볼로냐 첸트랄레 파리 방면 | 텔로         | 로마 테르미니 종착역 |

## 대기실 영업
일부 늦은 밤 열차들이 이 역에 도착하지만 그 시간대에는 대기실이 닫혀 있을 수도 있다. 승객용 대기실은 오후 11시부터 오전 5시까지 문을 열지 않고, 승강장에서 기다려야 할 수도 있는데 (특히 겨울에는) 까다롭다는 점에 주의해야 한다. 또 역내에서 그 시간에 문을 연 식당, 카페, 바를 하나도 찾을 수 없을 것이다. 그러므로 그에 맞춰 여행 계획을 짜는 것이 좋다. 오직 승강장의 자판기만 이용할 수 있다.

## 같이 보기
- 이탈리아의 철도 역사
- 토스카나 주의 철도역 목록
- 이탈리아의 철도
- 이탈리아의 철도역